# Walter Donaldson (snooker)
Walter Weir Wilson Donaldson' , škotski igralec snookerja, * 4. januar 1907, † 1973.
Donaldson se je med poklicne igralce snookerja podal leta 1923 pri rosnih 16 letih. Udeležil se je mnogih Svetovnih prvenstev od 30. let dalje, svetovni prvak je postal šele leta 1947, ko je v finalu porazil Freda Davisa z 82-63. Prvenstvo leta 1947 je bilo sicer prvo, na katerem ni sodeloval petnajstkratni svetovni prvak in dominantni igralec tiste dobe, Joe Davis, ki je sklenil nepremagan končati svojo športno pot na Svetovnih prvenstvih. Po umiku Joeja Davisa je namreč do začetka 50. let in prihoda Johna Pulmana na Svetovnih prvenstvih dominiral Joejev mlajši brat Fred Davis, ki si je mesto vodilnega igralca sveta tisti čas delil prav z Donaldsonom.
Donaldson in Davis sta se namreč od 1947 do 1951 pomerila v prav vseh finalih Svetovnega prvenstva. Uspešnejši je bil Davis, ki je osvojil tri svetovne naslove, medtem ko je Donaldson pobral že omenjen naslov leta 1947, slavil pa je tudi leta 1950. Tedaj je Freda Davisa ugnal z rezultatom 51-46. Donaldson je na prvenstvu leta 1946 ustvaril niz 142 točk, kar je bil tedaj svetovni rekord.
Donaldson je bil sicer bolj kot po ustvarjanju nizov poznan po nepopustljivi igri. Nobena brezupna situacija ga ni tako ohromila, da bi se vnaprej predajal, tako da je vselej igral v svojem nespremenjenem tempu.
Po upokojitvi naj bi razlomil svojo mizo za snooker in dobljeni skrilavec uporabil za izdelavo vrtnih tlakovcev.

## Osvojeni turnirji
- Svetovno prvenstvo - 1947, 1950